# سيباستيان بورديلو
سيباستيان بورديلو (بالفرنسية: Sébastien Bordeleau)‏ هو لاعب هوكي جليد فرنسي، ولد في 15 فبراير 1975 في فانكوفر في كندا.

## وصلات خارجية
- سيباستيان بورديلو على موقع دوري الهوكي الوطني (الإنجليزية)
- سيباستيان بورديلو على موقع قاعة مشاهير الهوكي (لاعب أن.إتش.أل) (الإنجليزية)
- سيباستيان بورديلو على موقع EliteProspects.com (الإنجليزية)
- سيباستيان بورديلو على موقع Eurohockey.com (الإنجليزية)
- سيباستيان بورديلو على موقع HockeyDB.com (الإنجليزية)
- سيباستيان بورديلو على موقع Hockey-Reference.com (الإنجليزية)